# 巴加哈
巴加哈（Bagaha），是印度比哈尔邦Pashchim Champaran县的一个城镇。总人口91383（2001年）。

## 人口
该地2001年总人口91383人，其中男性48455人，女性42928人；0—6岁人口17280人，其中男8962人，女8318人；识字率38.36%，其中男性为47.40%，女性为28.17%。